# ヘンリー・ヘア (第3代コルレイン男爵)

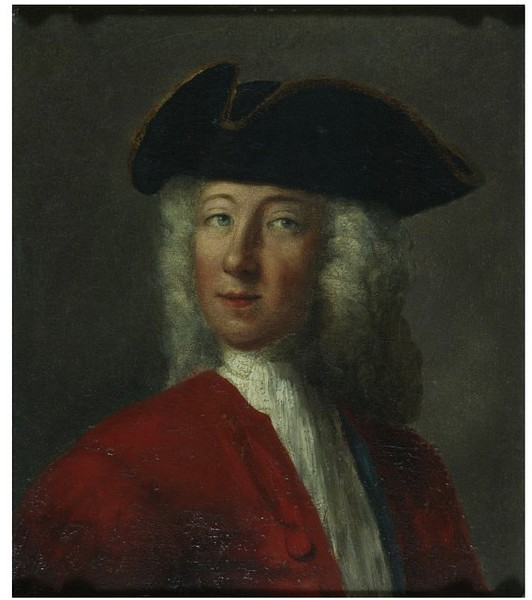
第3代コルレイン男爵ヘンリー・ヘア、作者不詳。ヴィクトリア&アルバート博物館所蔵。

第3代コルレイン男爵ヘンリー・ヘア（英語: Henry Hare, 3rd Baron Coleraine FRS FSA、1693年5月10日 – 1749年8月10日）は、アイルランド貴族。

## 生涯
ヒュー・ヘア（1668年 – 1707年、第2代コルレイン男爵ヘンリー・ヘアの息子）とリディア・カールトン（Lydia Carlton、マシュー・カールトンの娘）の息子として、1693年5月10日にイースト・ベッチワースで生まれた。1708年7月4日に祖父が死去すると、コルレイン男爵の爵位を継承した。1712年2月2日、オックスフォード大学コーパス・クリスティ・カレッジに入学した。在学中は古典文学に秀で、世俗史と教会史に精通した。
1725年12月8日にロンドン考古協会フェローに選出され、1727年5月18日にスパルディング・ジェントルマンズ・ソサエティの会員になり、1727年にロンドン考古協会副会長を、1727年から1728年までイングランド首位グランドロッジのグランドマスターを務めた後、1730年1月8日に王立協会フェローに選出された。また、ブレーズノーズ・ソサエティ（Brasenose Society）の会員でもあった。
1730年1月、ボストン選挙区の補欠選挙にトーリー党の候補として出馬、当選を果たした後、議会で野党の一員として1733年に消費税法案に反対票を投じた。1734年イギリス総選挙では出馬しなかった。
1749年8月10日に死去、24日にトッテナムで埋葬された。嫡出子がおらず、爵位は廃絶した。遺言状では遺産を庶出の娘ヘンリエッタに譲るよう定めたが、ヘンリエッタがイタリア生まれで外国人扱いだったため、遺産は王領に没収され、後にヘンリエッタの夫ジェームズ・タウンゼンドに与えられた。

## 私生活

### 家族
1718年1月8日、アン・ハンガー（Anne Hanger、1699年 – 1754年1月10日、ジョン・ハンガーの娘）と結婚、10万ポンドの持参金を得たが、子供はもうけなかった。2人は1720年10月に別れ、コルレイン男爵は1740年にローズ・デュプレシ（Rose Duplessis、1710年 – 1790年、フランソワ・デュプレシの娘）と非公式の婚姻関係を結び、1748年に彼女に148ポンドの年金を与えた。
- ヘンリエッタ・ローザ・ペレグリナ（Henrietta Rosa Peregrina、1745年9月12日 – ?） - ローズとの間の庶子。1763年5月2日、ジェームズ・タウンゼンド（英語版）と結婚[4]

### 文化
イタリアを3回訪れており、うち2回目はコンヤーズ・ミドルトンとともに訪れてイタリアの絵画を収集、このときに収集した作品は死後にコーパス・クリスティ・カレッジに寄贈された。それ以外の絵画はコルレイン男爵死後の1754年3月に競売にかけられ、第2代コルレイン男爵が書いたトッテナム史などの蔵書は本屋のトマス・オズボーン（Thomas Osborne）が1754年に買い取った。